# قلعه حمام
قلعه حمام روستایی از توابع بخش مرکزی شهرستان صالح‌آباد در استان خراسان رضوی ایران است.

## جمعیت
این روستا در دهستان قلعه حمام قرار دارد و براساس سرشماری مرکز آمار ایران در سال ۱۳۸۵، جمعیت آن ۸۶ نفر (۱۹خانوار) بوده‌است.